# Anatolepsis
Anatolepis är ett utdött djursläkte, som endast är känt i form av fossil från dess pansar, härrörande från ordovicium.
Släkten och arten påträffades första gången på Spetsbergen på 1970-talet, och har namngetts efter den norske paleontologen Anatol Heintz. Senare har liknande fynd gjorts i Nordamerika, på Grönland och senare även snarlika fynd i Australien. Anatolepis är troligen de äldsta idag kända fynden av ryggradsdjur, de äldsta kända fynden härrör från omkring 510 miljoner år sedan.